# NAREGI
NAREGI（なれぎ National Research Grid Initiativeの略）とは、2003年（平成15年）より文部科学省が推進する「最先端・高性能汎用スーパーコンピュータの開発利用プロジェクト」のこと。
世界標準による実運用に耐えうるグリッドシステムの構築を目指して進められているプロジェクトであり。国立情報学研究所の「Super SINET」を活用した国家グリッドプロジェクトである。

## 概要
現在進められているのは、国立情報学研究所におけるグリッドミドルウェア研究開発、及び分子科学研究所におけるナノアプリケーションを用いたグリッドミドルウェアの実証研究、の両面から研究開発が行われている。そして、この2機関を中心に産業界、大学、公立の研究機関が連携した産学連携により推進。 
2006年（平成18年）4月現在、アプリケーション研究開発拠点として分子科学研究所、グリッドミドルウエア研究開発拠点として国立情報学研究所。大阪大学Bio Grid、東京工業大学Campus Grid、産業技術総合研究所Super Cluster等の大規模グリッド計算機。東北大学金属材料研究所、産業技術総合研究所、高エネルギー加速器研究機構、東京大学物性研究所、京都大学化学研究所、九州大学情報基盤センターに設置されたテストサイト間をSuper SINETで接続し研究開発が行われている。
また、その研究開発の成果を産業界に応用するべくスーパーコンピュータ技術産業応用部会が設置され、産業界との研究開発の連携が行われている。その目的は、超高速通信網によって確立した高性能計算機網の産業実用化を促進し、日本の産業の国際競争力を高めることにある。

## その他インフラ
SuperSINETなどに接続して、研究基盤整備を行っているネットワークの一覧。
- つくばネットワーク 2002年稼動

つくば研究学園都市にある各研究機関を接続する、研究用ネットワーク
- けいはんなネットワーク 2002年稼動

けいはんな学園研究都市にある各研究機関を接続する、研究用ネットワーク
- 東北ネットワーク 1998年稼動

東北大学を中心とする、宮城（仙台）県内の産業・研究機関を接続する、研究ネットワーク
- 岡山ネットワーク 2001年稼動

岡山大学・岡山理科大学を中心とする、岡山県内の産業・研究機関を接続する、研究ネットワーク
- 大分ネットワーク 1998年稼動

大分県が主導する、市民参加型インターネットインフラ

## 将来計画
この研究開発と汎用京速計算機プロジェクトとの連携によって、計算機シミュレーション環境の充実、さらには自動車分野、ナノテクノロジー分野、生命科学分野、航空宇宙分野、核物理学（特に核融合）等における産業競争力の確立。また、グリッドミドルウエア等における、国際連携、国際標準化等への貢献も視野に入れた活動が推進されている（既に、Globusとの連携、SCore成果からの反映等が行われている）。